# 新化區圖書館
新化區圖書館為臺灣臺南市新化區的公共圖書館，隸屬於臺南市公共圖書館，由新化區公所民政及人文課管理。新化區圖書館為獨棟三樓建築(含地下室)，總建地面積215坪，1993年（民國82年）8月8日開館。2016年曾封館8個月進行改裝，於該年8月27日重新開放。旁有歷史建築原新化郡公會堂，現改造為新化公會堂青少年圖書館，因新化區公所人力不足，目前其大門暫不開放，須由兩棟建築間銜接廊道進入。

## 外部連結
- 新化區圖書館[永久]